# George Lamptey
George Lamptey  (Teshie, 1929–2011) ghánai nemzetközi labdarúgó-játékvezető.

## Pályafutása

### Nemzeti játékvezetés
Ellenőreinek, sportvezetőinek javaslatára lett az I. Liga játékvezetője. Az aktív nemzeti játékvezetéstől 1975-ben vonult vissza.

### Nemzetközi játékvezetés
A Ghánai labdarúgó-szövetség Játékvezető Bizottsága (JB) terjesztette fel nemzetközi játékvezetőnek, a Nemzetközi Labdarúgó-szövetség (FIFA) 1963-tól tartotta nyilván bírói keretében. Több nemzetek közötti válogatott és klubmérkőzést vezetett, vagy működő társának partbíróként segített. Az aktív nemzetközi játékvezetéstől 1975-ben búcsúzott.

#### Világbajnokság
A világbajnoki döntőhöz vezető úton Mexikóba a IX., az 1970-es labdarúgó-világbajnokságra, valamint Németországba a X., az 1974-es labdarúgó-világbajnokságra a FIFA JB bíróként alkalmazta. Selejtező mérkőzéseket a CAF zónában vezetett.

##### 1970-es labdarúgó-világbajnokság
| Időpont           | Helyszín                   | Mérkőzés típusa | Mérkőzés       | Eredmény |
| ----------------- | -------------------------- | --------------- | -------------- | -------- |
| 1969. október 26. | Városi Stadion, Casablanca | döntő csoport   | Marokkó–Szudán | 3 – 0    |

##### 1974-es labdarúgó-világbajnokság
| Időpont           | Helyszín                   | Mérkőzés típusa                     | Mérkőzés                                | Eredmény |
| ----------------- | -------------------------- | ----------------------------------- | --------------------------------------- | -------- |
| 1972. december 3. | Kijelölt Stadion, Dakar    | előselejtező (1. kör-, 2. mérkőzés) | Szenegál–Marokkó                        | 1 – 2    |
| 1973. február 25. | Városi Stadion, Abidjan    | előselejtező (2. kör-, 2. mérkőzés) | Elefántcsontpart–Tunézia                | 2 – 1    |
| 1973. december 9. | Központi Stadion, Kinshasa | előselejtező döntő csoport          | Kongói Demokratikus Köztársaság–Marokkó | 3 – 0    |

#### Afrikai nemzetek kupája
Szudán a 7., az 1970-es afrikai nemzetek kupája, Kamerun a 8., az 1972-es afrikai nemzetek kupája és Egyiptom a 9., az 1974-es afrikai nemzetek kupája labdarúgó tornát rendezte, ahol a CAF JB játékvezetőként foglalkoztatta.

##### 1970-es afrikai nemzetek kupája
| Időpont           | Helyszín                  | Mérkőzés típusa        | Mérkőzés                 | Eredmény |
| ----------------- | ------------------------- | ---------------------- | ------------------------ | -------- |
| 1970. február 10. | Municipal Stadion, Kartúm | selejtező (A. csoport) | Elefántcsontpart–Etiópia | 6 – 1    |

##### 1972-es afrikai nemzetek kupája
| Időpont           | Helyszín                      | Mérkőzés típusa        | Mérkőzés                                | Eredmény |
| ----------------- | ----------------------------- | ---------------------- | --------------------------------------- | -------- |
| 1972. február 29. | Réunification Stadion, Douala | selejtező (B. csoport) | Kongó–Szudán                            | 4 – 2    |
| 1972. március 2.  | Réunification Stadion, Douala | egyik elődöntő         | Kongói Demokratikus Köztársaság–Mali    | 3 – 4    |
| 1972. március 4.  | Omnisports Stadion, Yaoundé   | bronzmérkőzés          | Kamerun–Kongói Demokratikus Köztársaság | 5 – 2    |

##### 1974-es afrikai nemzetek kupája
| Időpont          | Helyszín                              | Mérkőzés típusa        | Mérkőzés      | Eredmény |
| ---------------- | ------------------------------------- | ---------------------- | ------------- | -------- |
| 1974. március 6. | Központi Stadion, El-Mahalla El-Kubra | selejtező (A. csoport) | Zambia–Uganda | 1 – 0    |

#### Olimpia
Mexikó rendezte a XIX., nagy magasságú 1968. évi nyári olimpiai játékok olimpiai labdarúgó torna döntő mérkőzéseinek, ahol a FIFA JB bíróként alkalmazta. A FIFA JB elvárásának megfelelően, ha nem vezetett, akkor valamelyik működő társának segített partbíróként. A torna egyik legkiemelkedőbben foglalkoztatott sportembere. Három csoportmérkőzésen, az egyenes kiesés egyik találkozóján és az elődöntő egyik összecsapásán volt segítője a játékvezetőnek. A torna legszerencsésebb játékvezetője, aki a marokkói El Azhari lemondása következtében került, a tartalékok közül meghívásra. 

 1968. október 16.
 
| Időpont                    | Helyszín               | Mérkőzés típusa | Mérkőzés | Eredmény |
| -------------------------- | ---------------------- | --------------- | -------- | -------- |
| Cuauhtémoc Stadion, Puebla | selejtező (B. csoport) | Brazília–Japán  | 1 – 1    |          |

## Sportvezetőként
Aktív pályafutását befejezve a Afrikai Labdarúgó-szövetség (CAF) JB elnökségének tagja, nemzetközi oktató és ellenőr.  1975-től 1977-ig a Ghánai Labdarúgó-szövetség elnöke.

## Szakmai sikerek
1973-ban a nemzetközi játékvezetés hírnevének erősítése, hazájában 10 éve a legmagasabb Ligában (osztályban) folyamatosan tevékenykedő, eredményes pályafutása elismeréseként a FIFA Kitüntetett FIFA játékvezető címet és oklevelet adományozott részére.